# Johannes Wilhelmus Henricus Bosch
Johannes Wilhelmus Henricus Bosch (Utrecht, 23 juli 1799 – aldaar, 5 juli 1851) was een Nederlandse landeigenaar en politicus.

## Familie
Bosch was lid van de familie Bosch en een zoon van dr. Henricus Wilhelmus Bosch (1768-1800), arts in Utrecht, en Sara Elisabeth Schmid (1771-1843). Hij trouwde met jkvr. Elisabeth Cornelia Petronella Bosch van Drakestein (1809-1883). Hun dochter Elisabeth Henriëtte Johanna Bosch trouwde met haar neef jhr. Paulus Jan Bosch van Drakestein, commissaris des konings en zoon van jhr. mr. Frederik Lodewijk Herbert Jan Bosch van Drakestein.

## Loopbaan
Bosch studeerde Romeins en hedendaags recht aan de Leidse Hogeschool. Hij promoveerde in 1822 op zijn proefschrift Ad articulum 391 codicis civilis Napoleontici. Bosch behoorde tot de gematigd liberalen. Hij werd in december 1848 door de kiezers van het district Amersfoort als tweede genomineerd voor de Eerste Kamer der Staten-Generaal. Hij had zitting van 13 februari 1849 tot 20 augustus 1850 en van 7 oktober 1850 tot 5 juli 1851. Hij speelde in de Kamer geen opvallende rol, hij heeft alleen een keer gesproken bij een ordevoorstel.
Bosch overleed kort voor zijn 52e verjaardag.
- Biografisch Portaal: 03520265
- Parlement.com: vg09lkyk3fdo